# Eugênia de Roma
Eugênia (português brasileiro) ou Eugénia (português europeu) de Roma foi uma mártir cristã durante o Império Romano. A sua história, que é parte da Legenda Áurea e considerada apócrifa, afirma que ela foi convertida por e martirizada com Jacinto e Proto, seus camareiros, durante a perseguição de Valeriano.

## Lenda
Diz-se que ela era filha de Filipe, o "duque" de Alexandria e governador da província romana do Egito. Ela então fugiu de casa disfarçada de homem e foi batizada por Heleno, bispo de Heliópolis. Posteriormente ela se tornou um abade, ainda fingindo ser um homem. Continua a lenda que ela - ainda fingindo - curou uma mulher de uma doença e quando ela tentou se insinuar para Eugênia, ela a rejeitou e acabou sendo acusada falsamente de adultério em público. Ela foi levada à corte onde, ainda disfarçada, ela se encontrou com seu pai como juiz. No julgamento, sua verdadeira identidade feminina foi descoberta e ela foi perdoada. Seu pai se converteu para a fé cristã e se tornou bispo de Alexandria, o que incitou o imperador Valeriano a executá-lo. Eugênia e todos os que moravam com ela se mudaram então para Roma, onde converteram muitos  para o cristianismo nascente, especialmente as donzelas, o que não impediu o seu martírio. Proto e Jacinto foram decapitados e Eugênia se seguiu, logo após ela ter tido - conforme a lenda - uma visão de Cristo num sonho afirmando que ela morreria na Festa de Natal. Ela foi decapitada em 25 de dezembro de 258.

### Legado

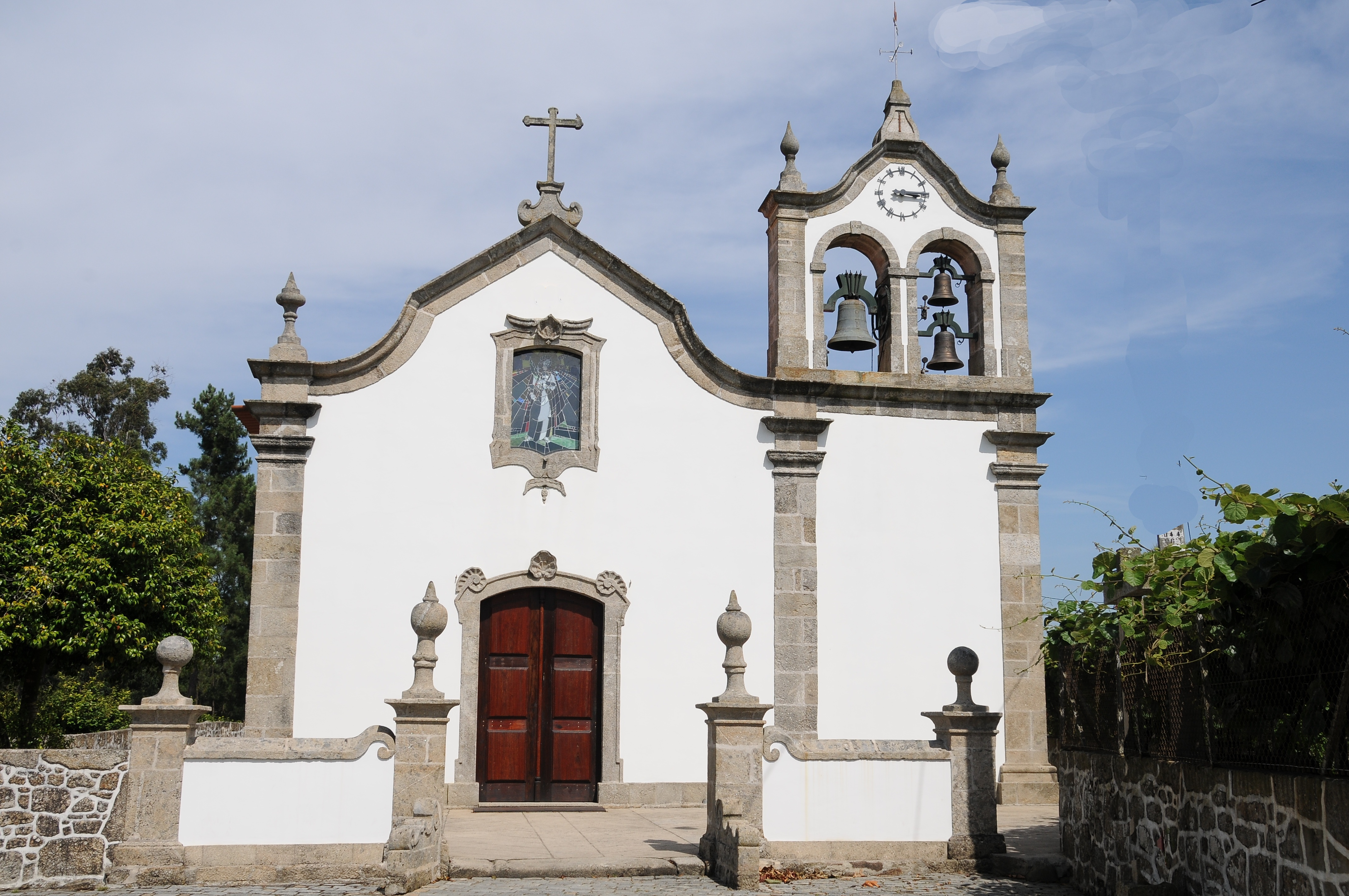
Igreja de Santa Eugênia, Rio Covo, Barcelos

Há uma pequena vila no norte de Portugal com o nome de Santa Eugénia de Rio Covo e que contém uma igreja com uma pintura da santa vestida como um garoto em roupas da época romana. Uma lenda local afirma que Santa Eugênia passou pela região numa estrada romana nas proximidades e Moure, que se encontra numa grande encruzilhada de estradas romanas. Há também uma tumba que data de por volta do ano 1000 na cidade de Barcelos, no alto de um morro onde se lê: "Tumba de Santa Eugênia". Durante a Idade Média, relíquias de santos eram removidas de Roma por monges e levados para toda Europa na esperança de revendê-las. Patrick J. Geary, em sua obra "Furta Sacra", afirma que "… em 5 de abril de 838, um monge chamado Felix apareceu em Fulda com as relíquias de São Cornélio, Calisto, Agapito, São Jorge, Vicente de Saragoça, Máximo, Santa Cecília, Santa Eugênia, Santa Digna, Santa Emérita e Columbana.".

## Influências modernas
Ela foi reconhecida pela moderna comunidade LGBT como um exemplo de santo transgénero, particularmente refletida na peça de 1996 de Lorae Parry, Eugenia, sobre uma imigrante italiana para a Nova Zelândia no século XX que vive como um homem.